# Norton & Stockton Ancients F.C.
Norton & Stockton Ancients Football Club là một câu lạc bộ bóng đá Anh đến từ Norton, Stockton-on-Tees. Hiện tại họ đang thi đấu ở Northern League Division One trên sân nhà Norton Sports Complex.

## Lịch sử
Câu lạc bộ được thành lập năm 1959 với tên gọi Norton Cricket Club Trust do các thành viên của Norton Cricket Club muốn tìm việc làm trong mùa đông, và gia nhập Teesside League. Họ vô địch Durham Minor Cup mùa giải 1967–68, tiếp tục vô địch North Riding Amateur Cup 3 lần và Teesside League Cup 1 lần.
Năm 1980 Stockton bị khủng hoảng. Tất cả tài sản còn lại chuyển qua Norton, hai câu lạc bộ hợp nhất và có tên như hiện tại. Họ gia nhập Division Two của Northern League năm 1982 khi hạng đấu này được tái lập lại. Họ tiếp tục tục thi đấu ở Division Two đến mùa giải 2008–09, về đích ở vị trí thứ hai và giành quyền thăng hạng Division One.
Năm 2010, câu lạc bộ tạo nên kỉ lục số khán giả đến cổ vũ khi 1,526 người đến xem trận đấu của họ với F.C. United of Manchester ở Vòng loại 3 của FA Cup.

## Kỉ lục
- Thành tích tốt nhất tại FA Cup : Vòng loại 3, 2010–11
- Thành tích tốt nhất tại FA Vase : Tứ kết, 2009–10
- Số khán giả đến cổ vũ đông nhất: 1,526 với F.C. United of Manchester, Vòng loại 3 FA Cup, 2010–11[1]